# 大野晃佳
大野 晃佳（おおの あきよし、1998年1月 - ）は、読売テレビのアナウンサー。

## 来歴・人物
愛知県豊橋市出身。
愛知県立時習館高等学校、慶應義塾大学商学部卒業後の2020年に読売テレビに入社。
同局イメージキャラクターのシノビーが主役を務める公式YouTube チャンネル「シノビーの、おへや。」にてメディア初出演。
大学時代は準硬式野球部に所属していた。
2021年4月改編より『朝生ワイド す・またん!』で毎週月・金曜日の「スポーツす・またん!」コーナー担当キャスターに就任。
2023年9月3日、慶大時代の同級生であるNHK大阪放送局勤務の嶋田ココアナウンサーと結婚していたことが報じられた。

## 現在の出演番組
- ytvアナウンサー向上委員会（2020年10月30日 - ）
- す・またん! - スポーツキャスター　金曜司会[9]
  - 月・金曜日（2021年3月29日 - 8月27日）（週2回）
  - 水曜日（2021年9月1日 - 2022年3月23日）（週1回）
  - 月曜日（2023年8月28日 - 2024年3月18日）（週1回）
  - 金曜日（2024年3月29日 - ）（週1回）
- DRAMATIC BASEBALL（2021年 - ）阪神タイガース戦の中継で勝利監督へのインタビュアーなどを担当
- 秘密のケンミンSHOW 極（2024年7月18日 - ）データ担当
  - 2番組とも先輩アナウンサーであった岩原大起の部署異動に伴い出演。
- NNN各種ローカルスポットニュース（不定期、『NNNストレイトニュース』など）
- かんさい情報ネットten.(2025年3月13日)旬感中継

## 過去の出演番組
- シノビーのおへや（YouTube、2020年6月18日デビュー、25日、10月21日、28日、11月12日、19日）
- Iwataniスペシャル 鳥人間コンテスト2020 特別編 ～新たな挑戦～（2020年9月26日）
- a-yan（2020年12月11日 - 2021年9月17日）アシスタント
- ツキいちanna（2021年10月28日 - 2024年3月16日）アシスタント
- かんさい情報ネットten.（2022年8月11日、12日）
  - 岩原大起の休暇に伴うサブキャスター代理として出演。
- ウェークアップ（2022年8月 - 2024年5月）中継リポーター
- あさパラS（2024年6月8日 - 2025年3月29日）アシスタント